# Coupe du Japon de football 2011
Navigation
Édition précédente Édition suivante
La Coupe du Japon de football 2011 est la 91e édition de la Coupe du Japon, une compétition à élimination directe mettant aux prises des clubs de football amateurs et professionnels à travers le Japon. Elle est organisée par la Fédération du Japon de football (JFA). 
Le Kashima Antlers est le tenant du titre. Éliminé 1 - 0 au quatrième tour par le futur finaliste Kyoto Sanga, c'est finalement le FC Tokyo qui s'impose 4 - 2 dans cette finale entre clubs de J-League 2.

## Résultats

### Troisième tour
| Division              | Club                  | Résultat | Club                      | Division | Lieu                                     | Date, heure JST    |
| --------------------- | --------------------- | -------- | ------------------------- | -------- | ---------------------------------------- | ------------------ |
| J1                    | Nagoya Grampus        | 1 - 0    | Giravanz Kitakyushu       | J2       | Stade d'athlétisme de Mizuho, Nagoya     | 16 novembre, 19h00 |
| J1                    | Kashiwa Reysol        | 6 - 1    | Ventforet Kofu            | J1       | Hitachi Kashiwa Soccer Stadium, Kashiwa  | 16 novembre, 19h00 |
| J1                    | Yokohama F·Marinos    | 3 - 0    | Tochigi SC                | J2       | Nippatsu Mitsuzawa Stadium, Yokohama     | 16 novembre, 13h00 |
| J1                    | Albirex Niigata       | 0 - 1    | Matsumoto Yamaga          | JFL      | Stade Tohoku Denryoku, Niigata           | 16 novembre, 19h00 |
| J1                    | Kashima Antlers       | 2 - 1ap  | Kataller Toyama           | J2       | Stade de Kashima, Kashima                | 16 novembre, 19h00 |
| J1                    | Montedio Yamagata     | 2 - 3    | Kyoto Sanga               | J2       | Stade du parc Yamagata, Tendō            | 16 novembre, 19h00 |
| J1                    | Kawasaki Frontale     | 4 - 0    | Oita Trinita              | J2       | Stade d'athlétisme de Todoroki, Kawasaki | 16 novembre, 19h00 |
| Université de Fukuoka | Université de Fukuoka | 0 - 3ap  | Shonan Bellmare           | J2       | Stade du parc Omiya, Saitama             | 16 novembre, 19h00 |
| J1                    | Gamba Osaka           | 2 - 3ap  | Mito HollyHock            | J2       | Osaka Expo '70 Stadium, Suita            | 16 novembre, 19h00 |
| J2                    | FC Tokyo              | 2 - 1ap  | Vissel Kobe               | J1       | Stade Ajinomoto, Chōfu                   | 16 novembre, 19h00 |
| J1                    | Sanfrecce Hiroshima   | 0 - 1    | Ehime FC                  | J2       | Hiroshima Big Arch, Hiroshima            | 16 novembre, 19h00 |
| J1                    | Urawa Red Diamonds    | 2 - 1    | Tokyo Verdy               | J2       | Stade Saitama 2002, Suita                | 16 novembre, 19h00 |
| J1                    | Cerezo Osaka          | 3 - 0    | Fagiano Okayama           | J2       | Stade Kincho, Osaka                      | 16 novembre, 19h00 |
| J1                    | Vegalta Sendai        | 3 - 1    | Avispa Fukuoka            | J1       | Stade de Sendai, Sendai                  | 16 novembre, 19h00 |
| J1                    | Shimizu S-Pulse       | 5 - 0    | Gainare Tottori           | J2       | Stade du parc Nihondaira, Shizuoka       | 16 novembre, 19h00 |
| J1                    | Júbilo Iwata          | 0 - 1    | JEF United Ichihara Chiba | J2       | Stade Yamaha, Iwata                      | 16 novembre, 19h00 |

### Quatrième tour
| Division | Club               | Résultat        | Club                      | Division | Lieu                                     | Date, heure JST    |
| -------- | ------------------ | --------------- | ------------------------- | -------- | ---------------------------------------- | ------------------ |
| J1       | Nagoya Grampus     | 3 - 3, 9 - 8tab | Kashiwa Reysol            | J1       | Stade d'athlétisme de Mizuho, Nagoya     | 21 décembre, 19h00 |
| J1       | Yokohama F·Marinos | 4 - 0           | Matsumoto Yamaga          | JFL      | Toyama Athletic Stadium, Toyama          | 17 décembre, 13h00 |
| J1       | Kashima Antlers    | 0 - 1           | Kyoto Sanga               | J2       | Kagawa Marugame Stadium, Marugame        | 17 décembre, 13h00 |
| J1       | Kawasaki Frontale  | 0 - 1           | Shonan Bellmare           | J2       | Stade d'athlétisme de Todoroki, Kawasaki | 17 décembre, 17h00 |
| J2       | Mito HollyHock     | 0 - 1           | FC Tokyo                  | J2       | K's denki Stadium Mito, Mito             | 17 décembre, 13h00 |
| J2       | Ehime FC           | 1 - 3           | Urawa Red Diamonds        | J1       | Kumagaya Athletic Stadium, Kumagaya      | 17 décembre, 15h00 |
| J1       | Cerezo Osaka       | 1 - 1, 4 - 2tab | Vegalta Sendai            | J1       | Stade Kincho, Osaka                      | 17 décembre, 17h00 |
| J1       | Shimizu S-Pulse    | 2 - 0           | JEF United Ichihara Chiba | J2       | Outsourcing Stadium Nihondaira, Shizuoka | 17 décembre, 15h00 |

### Quarts-de-finale
| Division | Club            | Résultat        | Club               | Division | Lieu                                     | Date, heure JST    |
| -------- | --------------- | --------------- | ------------------ | -------- | ---------------------------------------- | ------------------ |
| J1       | Nagoya Grampus  | 0 - 0, 3 - 4tab | Yokohama F·Marinos | J1       | Stade d'athlétisme de Mizuho, Nagoya     | 24 décembre, 13h00 |
| J2       | Shonan Bellmare | 0 - 1           | Kyoto Sanga        | J2       | Stade d'athlétisme de Todoroki, Kawasaki | 24 décembre, 15h00 |
| J2       | FC Tokyo        | 1 - 0           | Urawa Red Diamonds | J1       | Kumagaya Athletic Stadium, Kumagaya      | 24 décembre, 13h00 |
| J1       | Cerezo Osaka    | 2 - 2, 6 - 5tab | Shimizu S-Pulse    | J1       | Stade Nagai, Osaka                       | 24 décembre, 13h00 |

### Demi-finales
| Division | Club               | Résultat | Club         | Division | Lieu                                  | Date, heure JST    |
| -------- | ------------------ | -------- | ------------ | -------- | ------------------------------------- | ------------------ |
| J1       | Yokohama F·Marinos | 2 - 4ap  | Kyoto Sanga  | J2       | Stade national d'athlétisme, Shinjuku | 29 décembre, 15h00 |
| J2       | FC Tokyo           | 1 - 0    | Cerezo Osaka | J1       | Stade Nagai, Osaka                    | 29 décembre, 13h00 |

### Finale
| Division | Club        | Résultat | Club     | Division | Lieu                                  | Date, heure JST    |
| -------- | ----------- | -------- | -------- | -------- | ------------------------------------- | ------------------ |
| J2       | Kyoto Sanga | 2 - 4    | FC Tokyo | J2       | Stade national d'athlétisme, Shinjuku | 1er janvier, 14h00 |